# Kalabatîne, Berezanka
Kalabatîne (în ucraineană Калабатине) este un sat în comuna Kimivka din raionul Berezanka, regiunea Mîkolaiiv, Ucraina.

## Demografie
Componența lingvistică a localității Kalabatîne
     Ucraineană (91,67%)
     Română (4,9%)
     Rusă (2,94%)
     Alte limbi (0,49%)
Conform recensământului din 2001, majoritatea populației localității Kalabatîne era vorbitoare de ucraineană (91,67%), existând în minoritate și vorbitori de română (4,9%) și rusă (2,94%).